# Kvindeforbund
Et kvindeforbund er en organisation, der er tilknyttet et politisk parti, og består af det pågældende partis kvindelige medlemmer eller arbejder for at fremme kvinders rolle i partiet. Organisationerne kan indtage forskellige roller og typer - nogle giver kvinder muligheden for at deltage i forbundet, mens andre automatisk optager alle kvindelige medlemmer i forbundet. Intentionen bag mange kvindeforbund er at opfordre kvinder til at deltage i formelle partistrukturer, men at tillade dem at gøre det i et mere komfortabelt miljø uden mænd.